# Lithops coleorum
Lithops coleorum ist eine Pflanzenart aus der Gattung Lithops in der Familie der Mittagsblumengewächse (Aizoaceae). Das Epitheton der Art ehrt Desmond Thorne Cole und dessen Frau Naureen.

## Beschreibung
Lithops coleorum wächst in Gruppen aus bis zu acht Köpfen, meist sind jedoch nur zwei Köpfe zu finden. Die Breite der Köpfe erreicht bis zu 21 × 14 mm, meistens liegt sie jedoch bei 14 bis 18 × 8 bis 12 mm. Die Köpfe sind durch einen Spalt in zwei Loben geteilt, dieser ist mit 3 bis 5 mm relativ tief, das Profil des Kopfes ist herzförmig-abgeschnitten, die Endfläche ist konvex. Die Endfläche ist bündig oder leicht erhöht und mehr oder weniger elliptisch. Die Loben sind meist etwas ungleich gestaltet, nicht durchscheinend und glatt. Die Endfläche ist blass bis rosa-grau oder gräulich pink, beige oder gräulich gelb. Die Schultern sind ähnlich der Inseln gefärbt oder aber etwas blasser. Die Kanäle sind undeutlich durchscheinend, hell- bis mittelbraun mit einem rötlichen oder selten grünlichen Stich.
Die Ränder sind nicht deutlich ausmachbar und sind unregelmäßig durch vielzählige verzweigte Durchbrüche der Kanäle unterteilt. Die inneren Ränder sind meist als unterbrochene oder durchgängige schmale Kanäle ausgeprägt. Die Fenster sind meist nicht deutlich ausgeprägt und immer mehr oder weniger gedrängt und oftmals als breite bis schmale, sehr unregelmäßig geformte Kanäle auszumachen. Die Kanäle sind nicht eingedrückt und nicht deutlich definiert, sehr unregelmäßig und meist schmal und bis zu 2,5 mm breit. Die wenigen bis vielen, kleinen bis großen Inseln sind relativ große und unregelmäßige, undurchsichtige Gebiete, die nicht klar umrissen sind. Rubrikationen treten nicht auf, Miniaturfenster sind in hoher Zahl unregelmäßig auf der gesamten Oberfläche inklusive der Ränder, Inseln und Kanäle zu finden, gelegentlich breiten sie sich bis auf die Schultern aus, oftmals sind sie jedoch entlang und in den Kanälen zu finden. Sie sind dunkelgrün und meist deutlich zu erkennen.
Die kleinen bis mittelgroßen Blüten sind gelb gefärbt, sie erreichen einen Durchmesser von bis zu 25 mm, meist liegt er jedoch bei etwa 20 mm. Die Samenkapseln sind meist sechszählig, selten fünfzählig und sehr selten sieben- oder achtzählig. Sie sind im Profil bootförmig und oben mehr oder weniger flach. Die Endfläche ist breit elliptisch bis fast rund und misst bis zu 7,5 × 6,5 mm. Die Samen sind glatt, gelb-braun gefärbt und mit einer braunen Spitze versehen.

## Vorkommen
Lithops coleorum ist nur von einem einzigen Standort in Südafrika nahe der Stadt Lephalale bekannt. 